# Наутен (Міннесота)
Наутен (англ. Nowthen, City of Nowthen; до липня 2008 — Burns [Township]) — місто (англ. city) в окрузі Анока, штат Міннесота, США. Населення — 4443 особи (2010).

## Географія
Наутен розташований за координатами 45°20′22″ пн. ш. 93°27′43″ зх. д. / 45.33944° пн. ш. 93.46194° зх. д. (45.339525, -93.462080).  За даними Бюро перепису населення США в 2010 році місто мало площу 90,89 км², з яких 86,91 км² — суходіл та 3,98 км² — водні об'єкти.

## Демографія
Згідно з переписом 2010 року, у місті мешкали 4443 особи в 1450 домогосподарствах у складі 1227 родин. Густота населення становила 49 осіб/км². Було 1494 помешкання (16/км²).
Расовий склад населення:
| - 96,2 % — білих - 1,3 % — азіатів - 0,9 % — чорних або афроамериканців - 0,5 % — корінних американців |

До двох чи більше рас належало 0,9 %. Частка іспаномовних становила 1,0 % від усіх жителів.
За віковим діапазоном населення розподілялося таким чином: 28,3 % — особи молодші 18 років, 64,7 % — особи віком 18—64 років, 7,0 % — особи у віці 65 років та старші. Медіана віку мешканця становила 39,9 року. На 100 осіб жіночої статі в місті припадало 108,7 чоловіків;  на 100 жінок у віці від 18 років та старших — 106,1 чоловіків також старших 18 років.
Середній дохід на одне домашнє господарство  становив 92 206 доларів США (медіана — 85 455), а середній дохід на одну сім'ю — 101 683 долари (медіана — 95 875). Медіана доходів становила 60 737 доларів для чоловіків та 53 750 доларів для жінок. За межею бідності перебувало 8,4 % осіб, у тому числі 11,9 % дітей у віці до 18 років та 8,2 % осіб у віці 65 років та старших.
Цивільне працевлаштоване населення становило 2501 осіб. Основні галузі зайнятості: освіта, охорона здоров'я та соціальна допомога — 20,8 %, виробництво — 15,6 %, будівництво — 12,3 %, роздрібна торгівля — 12,0 %.